# Okradzionów
Okradzionów – dzielnica Dąbrowy Górniczej, położona we wschodniej części miasta, między Łęką a Kuźniczką Nową.
Oddalona o 18 km od centrum. Powierzchnia 1068 ha.  Jako dzielnica od 1977 roku. Wcześniej w gminie Łosień. Parafia Wniebowzięcia NMP, utworzona w 1982, przynależy do dekanatu sławkowskiego.

## Historia
Pierwsze wzmianki o Okradzionowie pochodzą z XIII wieku, który w tym czasie był wsią należącą do biskupstwa krakowskiego w powiecie proszowickim i województwie krakowskim, W tym okresie był jedną z miejscowości które wchodziła w skład klucza sławkowskiego. We władaniu biskupów krakowskich Okradzionów pozostawał do roku 1789 gdy obradujący sejm uchwalił przejęcie dóbr ziemskich na własność skarbu państwa, XIX-wieczni właściciele okradzionowskiego folwarku „Ustronie”, którymi byli najpierw Łubieńscy, a potem Przybylscy, zajmowali się działalnością przemysłową. W 1836 wybudowano w Okradzionowie dwa wielkie piece do wytopu surówki żelaza, przetapiające limonit wydobywany w kopalniach odkrywkowych w Sławkowie. W 1872 Zakład Hutniczy Bogusława Przybylskiego posiadał dwa wielkie piece – jeden opalany węglem drzewnym, a drugi koksem, jedną maszynę parową, dwa koła wodne, gisernię, aparat gazowy, dwa piece szwejsowe, tokarnię i kuźnię.
W latach 1954–1972 wieś należała i była siedzibą władz gromady Okradzionów. 

## Galeria obrazów

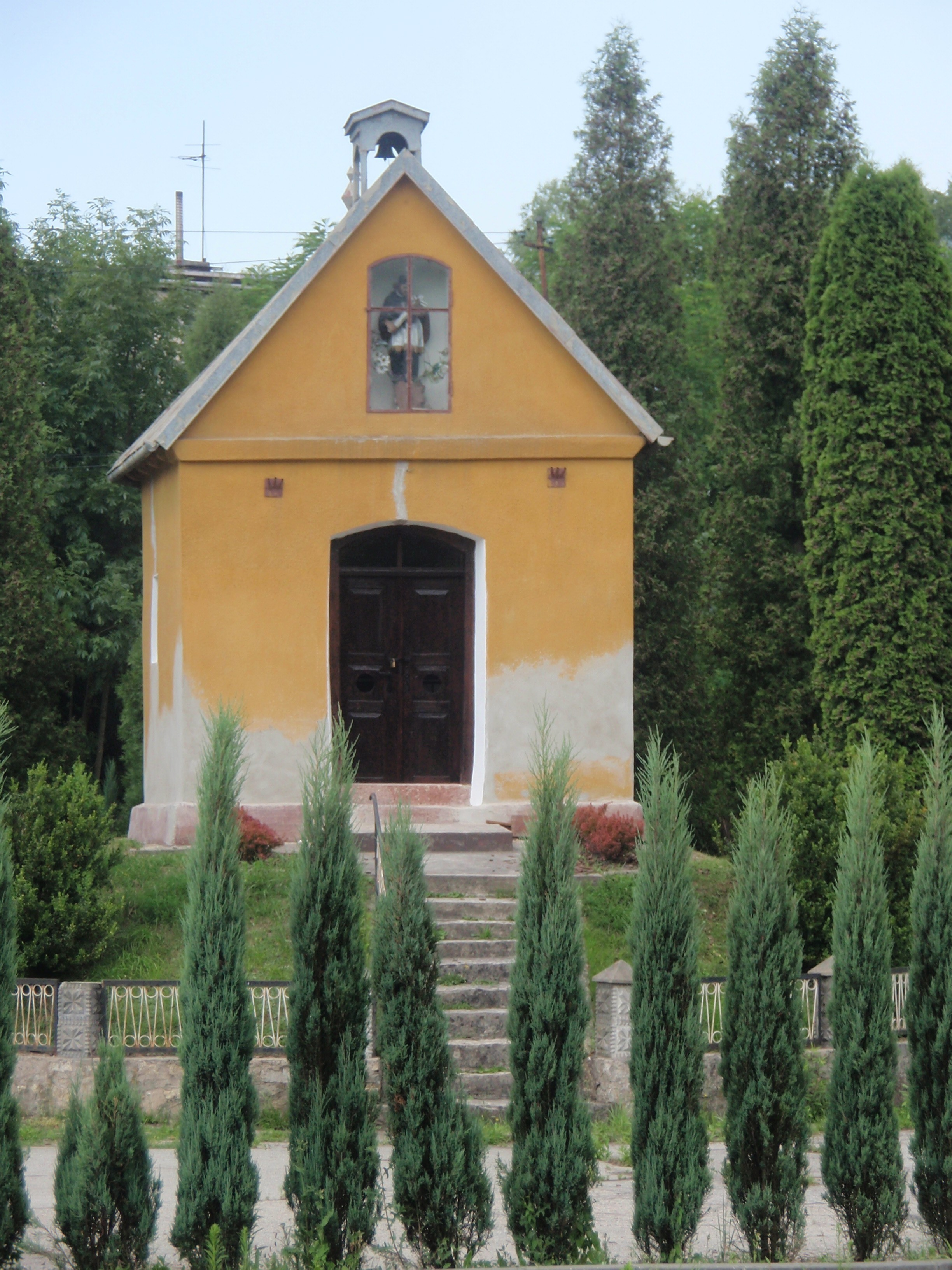
Kapliczka w Okradzionowie
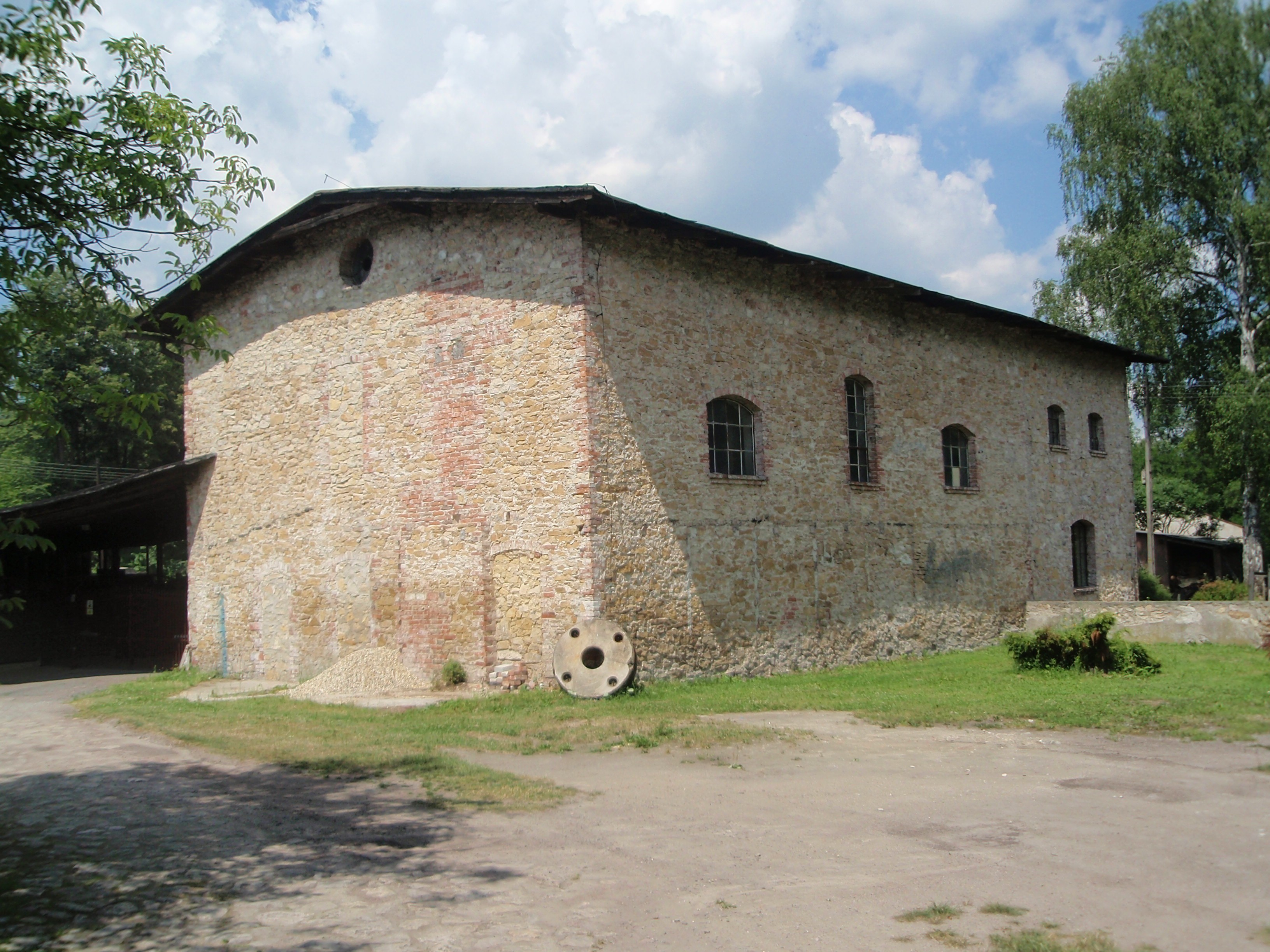
Budynek dawnego młyna
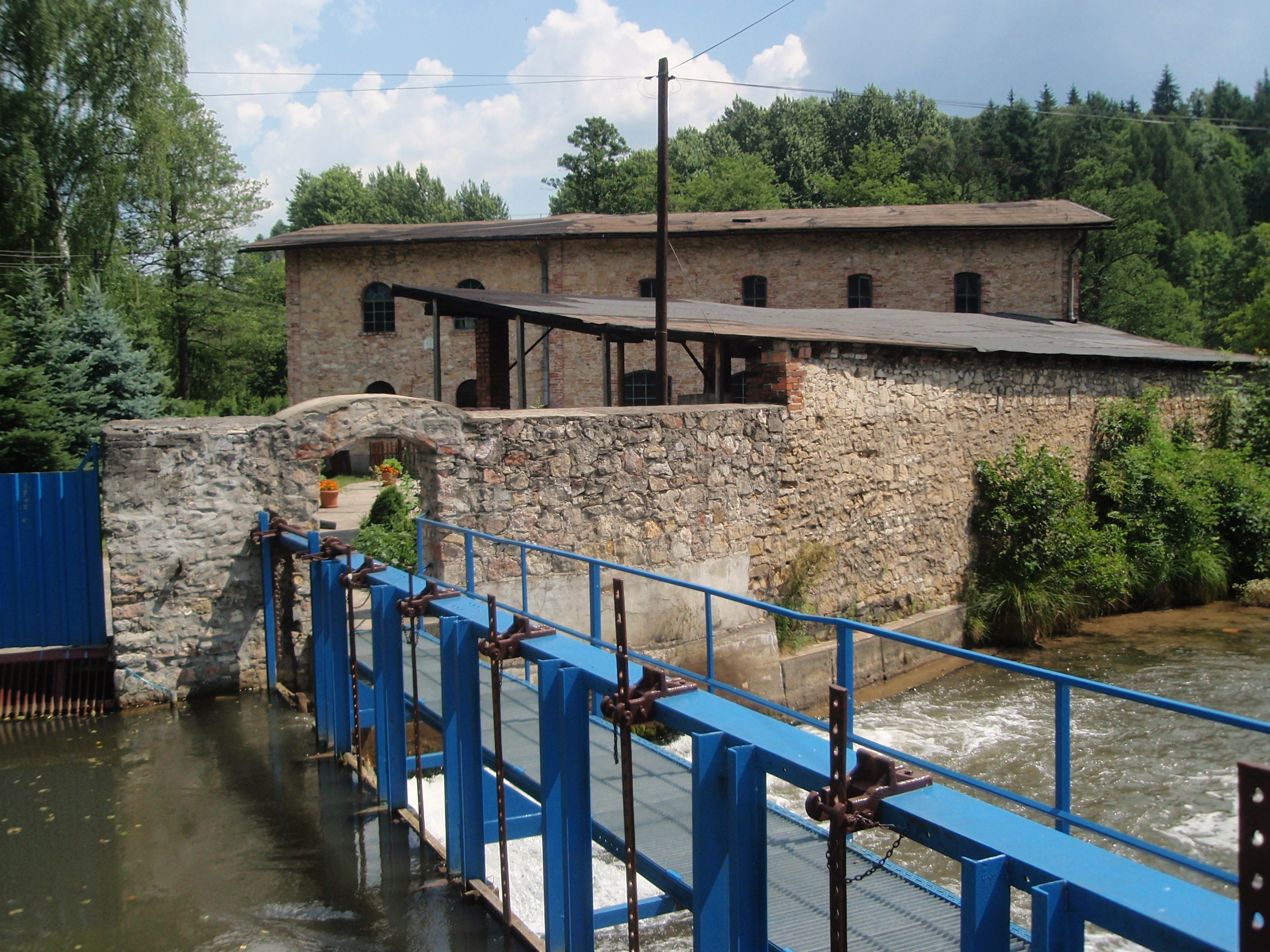
Dawny młyn w Okradzionowie służy obecnie jako elektrownia
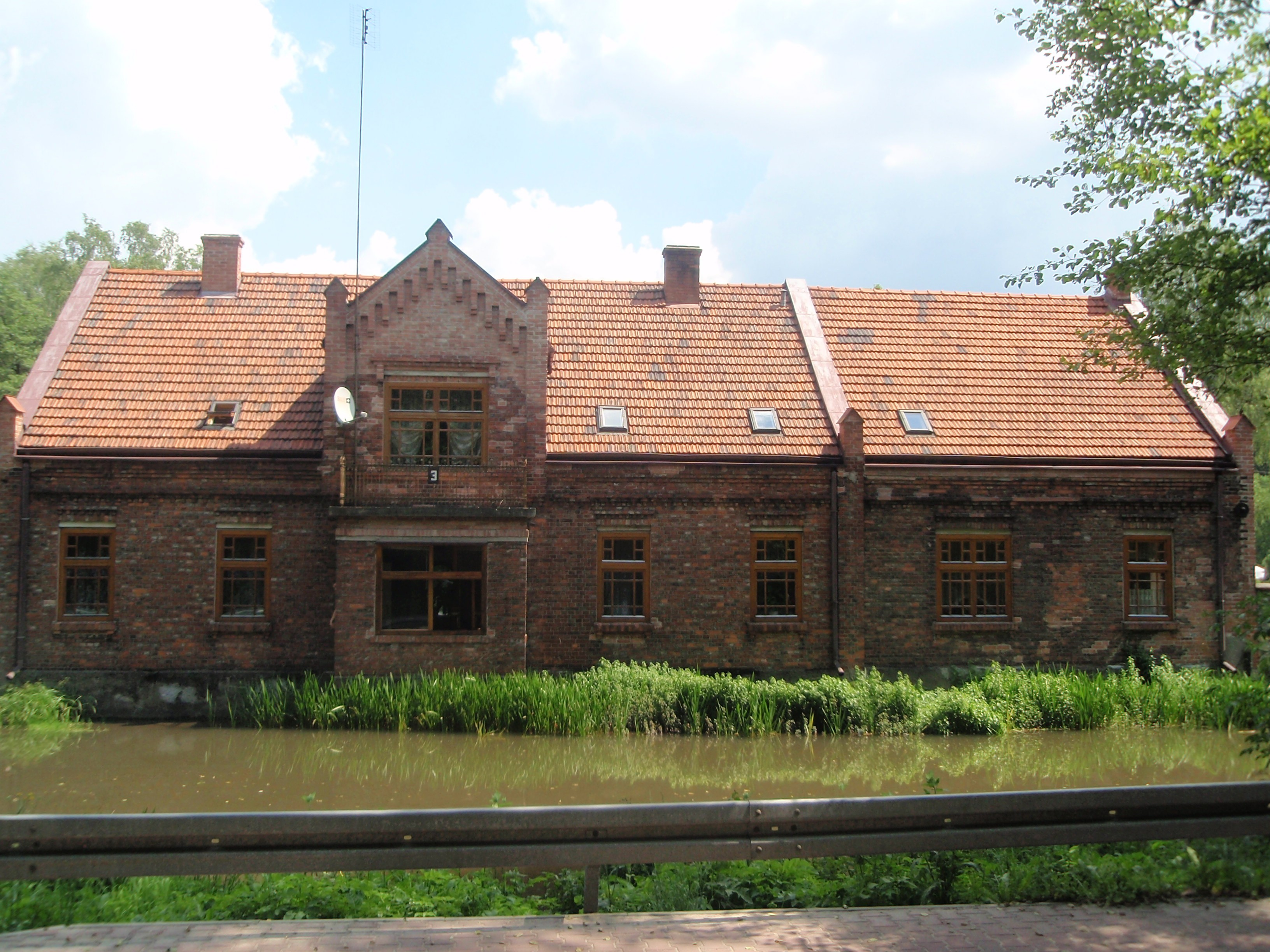
Prywatny budynek mieszkalny przy dawnym młynie w Okradzionowie
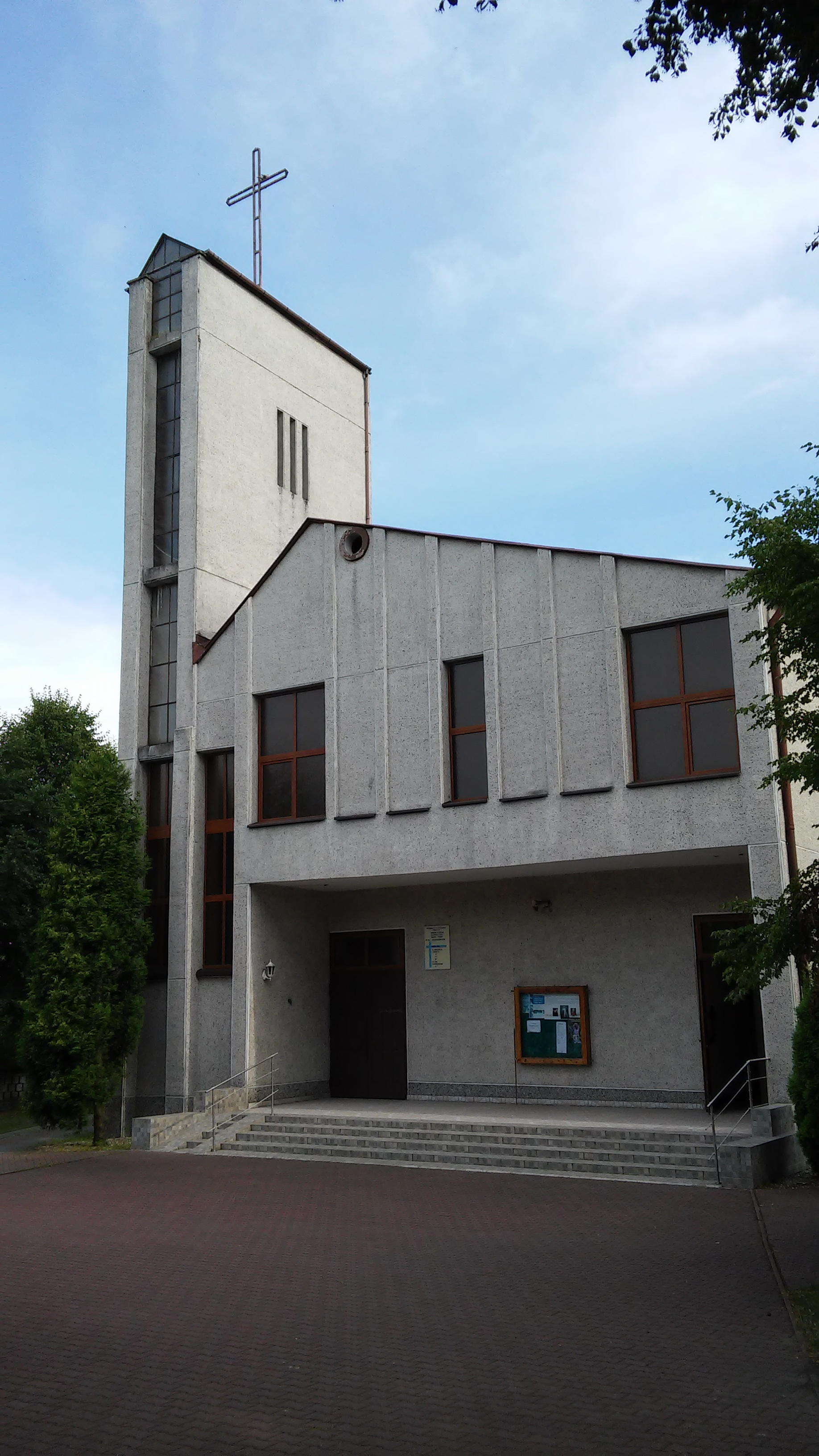
Kościół